# In una foresta Tour
In una foresta Tour è una tournée della band italiana Subsonica, finalizzata a promuovere il nuovo album Una nave in una foresta, uscito il 23 settembre 2014.
La prima parte si è svolta nell'autunno 2014 nei palasport italiani: è iniziata a Jesolo il 31 ottobre e si è conclusa il 1 dicembre ad Assago (Milano).
Nell'aprile 2015 il tour riprende con 5 date europee.
Durante l'estate la band torinese torna a suonare in Italia per ben 24 date, partecipando a diversi festival musicali e culturali.
Dal 12 dicembre 2015 al 25 febbraio 2016 si svolge il tour Una foresta nei club, che tocca appunto i club italiani, in un'intima atmosfera "indoor". L'elemento "speciale" di queste date è la struttura della scaletta, che viene tracciata scegliendo 3 canzoni da ogni album, in ordine storico di pubblicazione, con Tutti i miei sbagli come pezzo di chiusura.

## Date autunno 2014 (palazzetti)
- 31 ottobre 2014, Jesolo, Pala Arrex
- 1 novembre 2014, Pesaro, Adriatic Arena
- 7 novembre 2014, Napoli, Palapartenope
- 8 novembre 2014, Bari, PalaFlorio
- 13 novembre 2014, Torino, PalaAlpitour
- 15 novembre 2014, Verona, PalaOlimpia
- 21 novembre 2014, Roma, PalaLottomatica
- 27 novembre 2014, Casalecchio di Reno, Unipol Arena
- 28 novembre 2014, Firenze, Nelson Mandela Forum
- 29 novembre 2014, Genova, 105 Stadium
- 1 dicembre 2014, Assago, Mediolanum Forum

## Album
Nel 2015 è stato pubblicato l'album live Una nave in una foresta dal vivo, formato da un CD contenente le tracce dell'album suonate dal vivo, e un DVD contenente il video del concerto finale al Mediolanum Forum di Assago.